# 포르쉐 카이맨
포르쉐 카이맨(Porsche Cayman)는 박스터의 파생 차종으로, 2005년부터 생산되었다. 박스터의 쿠페 버전이며, 초기에는 박스터보다 조금 더 비싸다가, 987 버전부터 박스터보다 저렴해졌다. 박스터에 비해 뒷쪽 적재함이 넓어졌다.
박스터와 마찬가지로 MR 방식으로, 코너에서 911보다도 좋은 성능을 보여준다. 
987 mk2 버전부터 팁트로닉 미션에서 pdk로 변경되었으며, 2세대 이후인 현재 718부터는 4기통 터보엔진을 탑재하여 나오고있다. 